# Cinchona
Quinquina
Genre
Classification phylogénétique
Le genre Cinchona regroupe environ 23 espèces d'arbres ou d'arbustes de la famille des Rubiacées originaires d'Amérique du Sud ; certaines produisent de la quinine.

## Histoire de la nomenclature
En 1753, Linné créa le genre Cinchona sur la base des informations recueillies par La Condamine sur des « arbres des fièvres » des montagnes andines près de Loja (aujourd'hui situé en Équateur). Il distingua successivement plusieurs espèces.
Joseph de Jussieu qui accompagnait La Condamine dans l'expédition scientifique au Pérou rédigea un mémoire sur les quinquinas qui ne fut publié qu'en 1936.
Le travail d'ensemble de José Celestino Mutis, commencé en 1793, ne fut également connu, pour ce qu'il en restait, qu'un siècle plus tard. Les travaux les plus précis connus à l'époque sont ceux de José Antonio Pavón et Sebastián López Ruiz publiés en 1794,.
Aux XVIIIe et XIXe siècles, les naturalistes avaient du mal à distinguer les différentes espèces de Cinchona. Pour La Condamine, « le [quinquina] jaune & le rouge n'ont aucune différence remarquable dans la fleur, dans la feuille, dans le fruit, ni même dans l'écorce extérieurement ». Les descriptions publiées par Lambert en 1821, Candolle en 1830, Weddell en 1849 et Kuntze en 1878 n'aboutirent à aucun consensus sur la nomenclature.
Alexandre de Humboldt et Aimé Bonpland ont contribué au débat.
Il fallut attendre l'époque de la Seconde Guerre mondiale pour qu'une équipe venue des États-Unis constitue une collection importante de spécimens en Colombie et en Équateur, donnant la possibilité d'entreprendre une révision du genre. La présente classification est fondée sur la révision de Bengt Lennart Andersson (1998).
Les espèces les plus importantes, tant sur le plan pharmacologique que commercial, sont :
- Cinchona calisaya Wedd. (=Cinchona ledgeriana), le quinquina jaune, Pérou, Bolivie ;
- Cinchona pubescens Vahl (=Cinchona succirubra), le quinquina rouge ; large répartition allant du Costa Rica jusqu'en Bolivie, en longeant la Cordillère des Andes[11] ;
- Cinchona officinalis, le quinquina gris, Équateur ; tel que conçu par Andersson, ce quinquina n'a plus qu'un rôle historique, car il est pratiquement dépourvu de quinine et donc non officinal.

Quant au « faux quinquina », c'est une appellation commune du Ladenbergia.

## Étymologie
Une longue tradition veut que l'étymologie éclaire le sens profond des lexèmes. Avec Cinchona et quinquina, nous avons deux beaux contre-exemples de cette thèse.
La source de ces deux termes remonte à un écrit de Sebastiano Bado sur l'écorce péruvienne, écrit en 1639 et publié en 1663. L'auteur, un médecin génois n'ayant jamais été en Amérique du Sud, raconte l'histoire de Ana de Osorio, comtesse espagnole de Chinchón, première femme du Luis de Cabrera, 4e Comte de Chinchón (en), vice-roi du Pérou. La vice-reine avait contracté une fièvre tierce (une des formes de la malaria) à son arrivée à Lima. Juan López de Canizares, gouverneur de Loja, écrivit alors au vice-roi pour lui raconter sa guérison par le « quinaquina », dont les Indiens utilisaient l'écorce pour traiter cette fièvre. Il en avait absorbé une infusion recommandée par le jésuite missionnaire Juan López, pareillement guéri, dont la révélation lui avait été faite par le cacique indien de Malacatos (Loja). On convoqua le gouverneur, le médicament fut administré à la comtesse et, « à la stupéfaction générale, elle guérit », conclut Bado. Sur la foi de ce récit, Carl von Linné créa le genre Cinchona (en oubliant un h). Des études récentes montrent que ce récit est certainement apocryphe et que la diffusion des propriétés médicinales de l'écorce du Pérou revient aux jésuites de Lima. Le nom de Poudre des jésuites est utilisé lorsque le procurateur général de l'ordre des jésuites la fait connaître en France et la recommande au Cardinal de Mazarin. 
Sebastiano Bado fut aussi le premier à employer le terme de quinquina ; jusque-là les jésuites parlaient l'arbol de las calenturas, « l'arbre de la fièvre ». Il justifia ce terme en prétendant que kinakina en quechua désignait l'arbre donnant l'écorce du Pérou. On sait maintenant que l'expression quechua désigne un tout autre arbre : le Myroxylon peruiferum.

## Description
Les espèces du genre Cinchona sont des arbustes, ou plus souvent des arbres, pouvant atteindre 18 mètres de hauteur.
Les feuilles sont opposées, décussées, pétiolées et à marge entière comme chez la plupart des Rubiacées. Le limbe est membraneux à coriace.
Les inflorescences sont terminales sur les branches latérales. Ce sont des cymes comportant beaucoup de fleurs, en général pentamères. Elles sont bisexuées et hétérodistyles. La corolle est hypocratériforme, densément pubescente à l'extérieur, de couleur rouge, rose à pourpre (sauf chez C. micrantha et souvent chez C. calisaya, où elle est blanche). Les étamines sont insérées dans le tube de la corolle.
Le fruit est une capsule, ovoïde à ellipsoïde.

## Distribution et écologie
Les Cinchona sont pour l'essentiel des plantes andines. Cinchona pubescens est l'espèce la plus largement répandue et c'est la seule à s'étendre de la Bolivie jusqu'en Amérique centrale et sur les côtes du Venezuela.
Le genre a un centre de diversité marqué dans la déflexion de Huancabamba (nord du Pérou) (pays). Neuf espèces sont présentes uniquement au nord de cette région et neuf autres au sud.
Les Cinchona poussent en montagne entre 1 000 et 3 000 m d'altitude.

## Utilisation
L'écorce des quinquinas jaunes et rouges contient des alcaloïdes, dont la quinine, réputée pour ses propriétés antipaludiques.

## Histoire de l'écorce de quinquina
Jusqu'au milieu du XVIIe siècle la médecine européenne était restée impuissante contre les fièvres palustres. Tous les étés, des fièvres intermittentes frappaient les populations du bassin méditerranéen. Peu à peu, la maladie s'était étendue vers le nord ; elle atteignit les côtes méridionales de l'Angleterre au XVIe siècle et traversa l'Atlantique avec les colons européens.

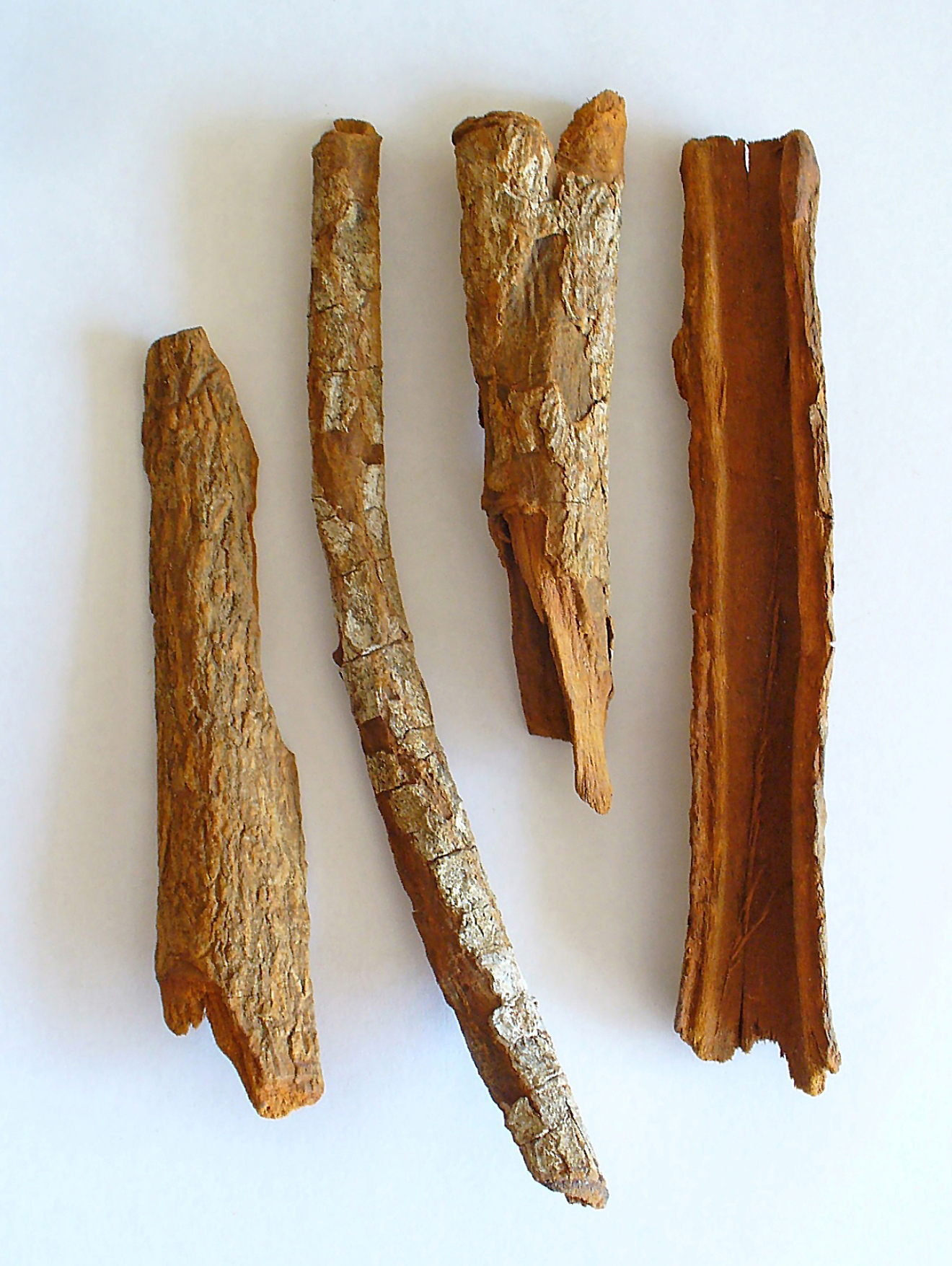
Écorce de quinquina (Cinchona officinalis)

Ce furent les jésuites qui grâce à leur implantation mondiale trouvèrent dans le Nouveau Monde la plante guérisseuse. Au début du XVIIe siècle, un jésuite italien, Augustino Salumbrino créait à Lima au Pérou une grande pharmacie pour pourvoir aux besoins médicinaux de tous les jésuites de la vice-royauté. Un des membres de la Compagnie de Jésus de Lima, Bernabé Cobo, rapporte en 1639 : « Dans le district de la ville de Loja [aujourd'hui situé en Équateur] du diocèse de Quito pousse une certaine espèce de grands arbres qui ont une écorce semblable à la cannelle, un peu rugueuse et très amère ; laquelle, réduite en poudre, est administrée à ceux qui ont la fièvre, et avec ce remède seul le mal disparaît ». On sait qu'à partir des années 1631, lorsque les pères jésuites se rendaient à Rome, ils emportaient de « l'écorce du Pérou » avec eux. Les médecins du Vatican eurent alors la possibilité de vérifier que l'« écorce » ou « herbe des Jésuites » était aussi efficace contre les fièvres intermittentes qui décimaient chaque été les Romains, papes et cardinaux y compris.

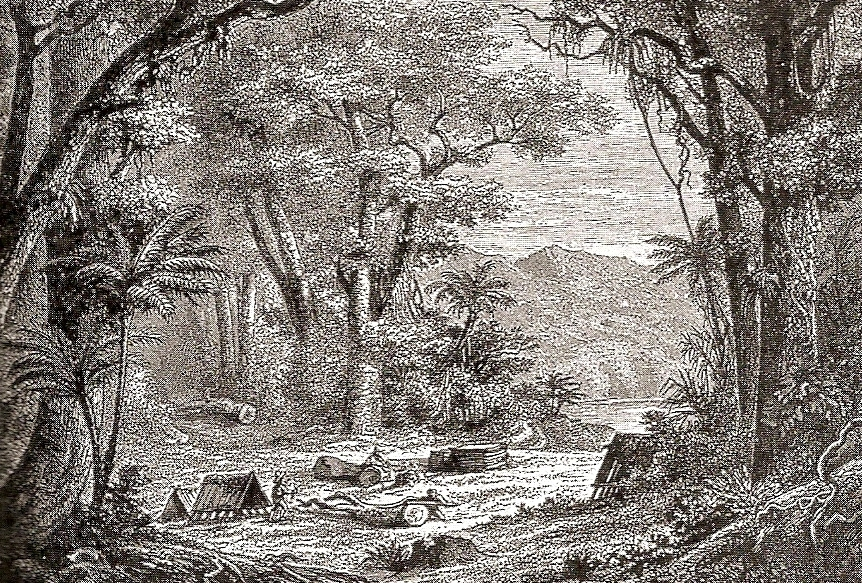
La récolte de l'écorce du quinquina vers 1730

Les mérites de l'écorce du Pérou ne s'imposèrent pas immédiatement en Europe ; il fallait trouver le bon emploi et, dans certains pays, vaincre les résistances des protestants face à une drogue papiste.
C'est un Anglais rusé et sans scrupules, Robert Talbor, qui sut vaincre les préjugés de ses contemporains. Ayant appris auprès d'un apothicaire comment doser l'écorce du Pérou pour soigner la fièvre sans provoquer d'effets secondaires calamiteux, il proposa son propre remède miraculeux à la composition tenue soigneusement secrète, tout en dénigrant méthodiquement le remède des papistes. Il soigna avec succès le roi Charles II d'Angleterre moyennant des sommes mirobolantes. Il alla ensuite à la cour de Louis XIV soigner le roi, le dauphin et nombre de princes, toujours avec le même succès. À sa mort, on apprit que l'ingrédient principal de sa potion miraculeuse était l'écorce de quinquina.
Malgré les succès de l'écorce de quinquina dans la lutte contre le paludisme, l'arbre demeurait toujours inconnu des botanistes européens.
En 1735, Charles Marie de la Condamine participe à une expédition scientifique au Pérou pour mesurer un arc de méridien d'un degré à proximité de l'Équateur. Il est accompagné du botaniste Joseph de Jussieu qui découvre dans la province de Loja des quinquinas et en fait une description précise. Mais c'est la description de La Condamine qui parvint la première en France et qui fit autorité.

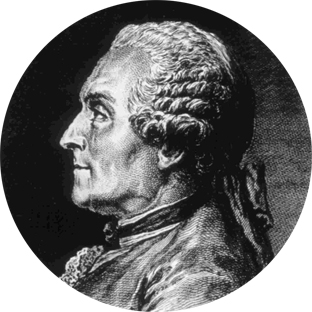
Charles Marie de La Condamine

C'est donc uniquement sur la base des observations de La Condamine, que Carl von Linné créa le genre nouveau Cinchona et la nouvelle espèce Cinchona officinalis pour le quinquina, quinze ans plus tard, en 1753, dans Species Plantarum (1:172), en donnant foi à l'histoire fallacieuse de la comtesse de Chinchón.
Des expéditions botaniques furent aussi menées par les Espagnols au Pérou et en Nouvelle-Grenade (Colombie et Venezuela actuels). Le botaniste Hipólito Ruiz López tira en 1792 de ses explorations du Pérou un opuscule dans lequel il distinguait sept espèces de quinquina. Enfin, José Celestino Mutis explora les forêts de la Nouvelle-Grenade et, avec son équipe, il accumula des centaines d'illustrations et de descriptions botaniques sans jamais rien publier.
Un siècle plus tard, le botaniste Hugh Algernon Weddell, d'origine anglaise mais ayant étudié et travaillé au Muséum national d'histoire naturelle de France, effectua durant plus de cinq ans une mission d'étude des quinquinas en Amérique du Sud (de 1843 à 1848). Il tenta de mettre un peu d'ordre dans la classification léguée par les Espagnols et distingua 19 espèces dont le fameux Cinchona calisaya, le plus riche en quinine, qui allait être cultivé à grande échelle en Asie.
La dernière révision du genre date de 1998, soit près de quatre siècles après les premières observations des jésuites ; elle est l'œuvre de Lennart Andersson.

## Liste des espèces

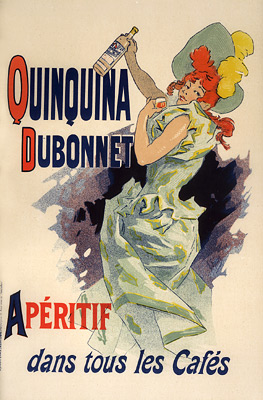
Affiche de Jules Cheret (1836–1932) pour le Dubonnet, boisson au quinquina.

Les 23 espèces du genre sont, pour Andersson (1998) :
- Cinchona antioquiae L.Andersson (1998),
- Cinchona asperifolia Wedd. (1848),
- Cinchona barbacoensis H.Karst. (1860),
- Cinchona calisaya Wedd. (1848), quinquina jaune, (=) Cinchona ledgeriana,
- Cinchona capuli L.Andersson (1994),
- Cinchona fruticosa L.Andersson (1998),
- Cinchona glandulifera Ruiz & Pav. (1802),
- Cinchona hirsuta Ruiz & Pav. (1799),
- Cinchona krauseana L.Andersson (1998),
- Cinchona lancifolia Mutis (1793),
- Cinchona lucumifolia Pav. ex Lindl. (1838),
- Cinchona macrocalyx Pav. ex DC. (1829),
- Cinchona micrantha Ruiz & Pav. (1799),
- Cinchona mutisii Lamb. (1821),
- Cinchona nitida Ruiz & Pav. (1799),
- Cinchona officinalis L. (1753), quinquina, quinquina gris,
- Cinchona parabolica Pav. in J.E.Howard (1859),
- Cinchona pitayensis (Wedd.) Wedd. (1849),
- Cinchona pubescens Vahl (1790), quinquina rouge,
- Cinchona pyrifolia L.Andersson (1998),
- Cinchona rugosa Pav. in J.E.Howard (1859),
- Cinchona scrobiculata Humb. & Bonpl. (1808),
- Cinchona villosa Pav. ex Lindl. (1838).